# Prunus clarofolia
Prunus clarofolia är en rosväxtart som beskrevs av Camillo Karl Schneider. Prunus clarofolia ingår i släktet prunusar, och familjen rosväxter. Inga underarter finns listade i Catalogue of Life.